# Лучистый лазающий полоз
Лучистый лазающий полоз (лат. Coelognathus radiatus) — вид змей из семейства ужеобразных, обитающий в Азии.

## Описание
Достаточно большой полоз, длиной до 1,8 м. Туловище стройное, голова небольшая, слабо отграничена от туловища. Глаза довольно крупные с золотисто-жёлтой радужкой. Окраска светло-жёлтая, оранжевая или ярко-коричневая. Рисунок состоит из 2 широких и 2 узких продольных тёмно-коричневых или чёрных полос, которые начинаются за головой и постепенно исчезают на хвосте. На голове есть 3 тёмные полосы, идущие от глаз, присутствует своеобразный «ошейник» на затылке. Брюхо желтовато-серого цвета.

## Образ жизни
Населяет различные биотопы от равнин до горных лесов, придерживается окраин лесных массивов, часто попадается по берегам водоёмов и на плантациях культурных растений. Активен днём, питается грызунами.

## Размножение
Это яйцекладущая змея. Самка откладывает до 10 яиц.

## Распространение
Обитает в западной Индии, Непале, южном Китае, по всему Индокитаю, на Больших Зондских островах (Индонезия).

## Галерея

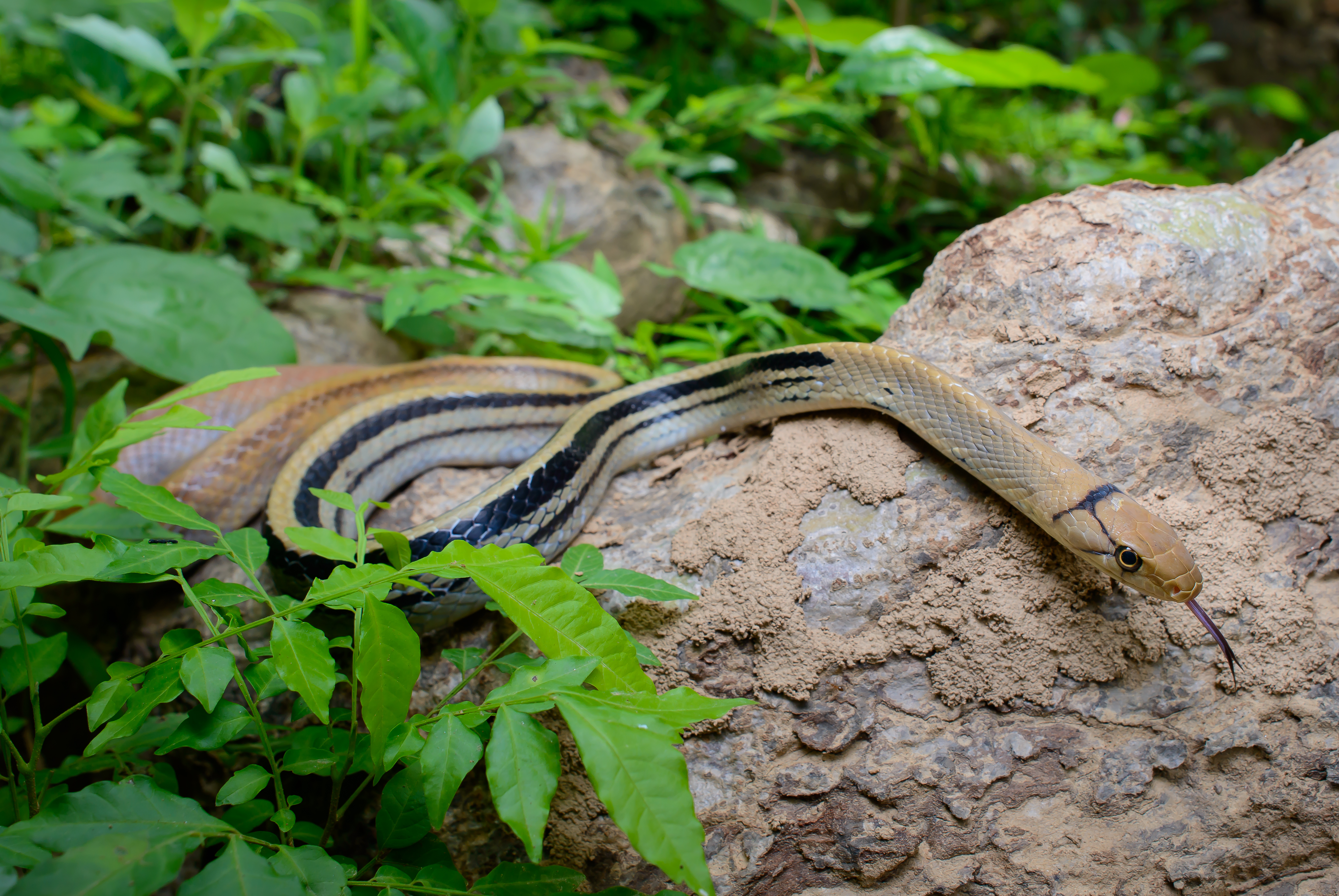
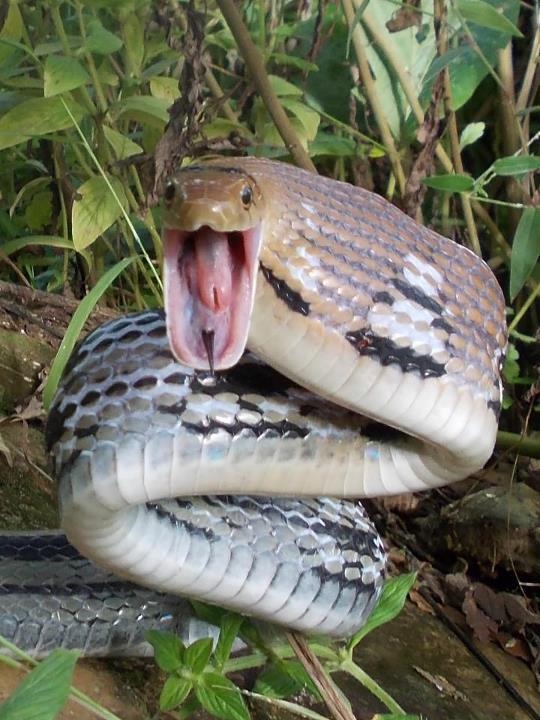
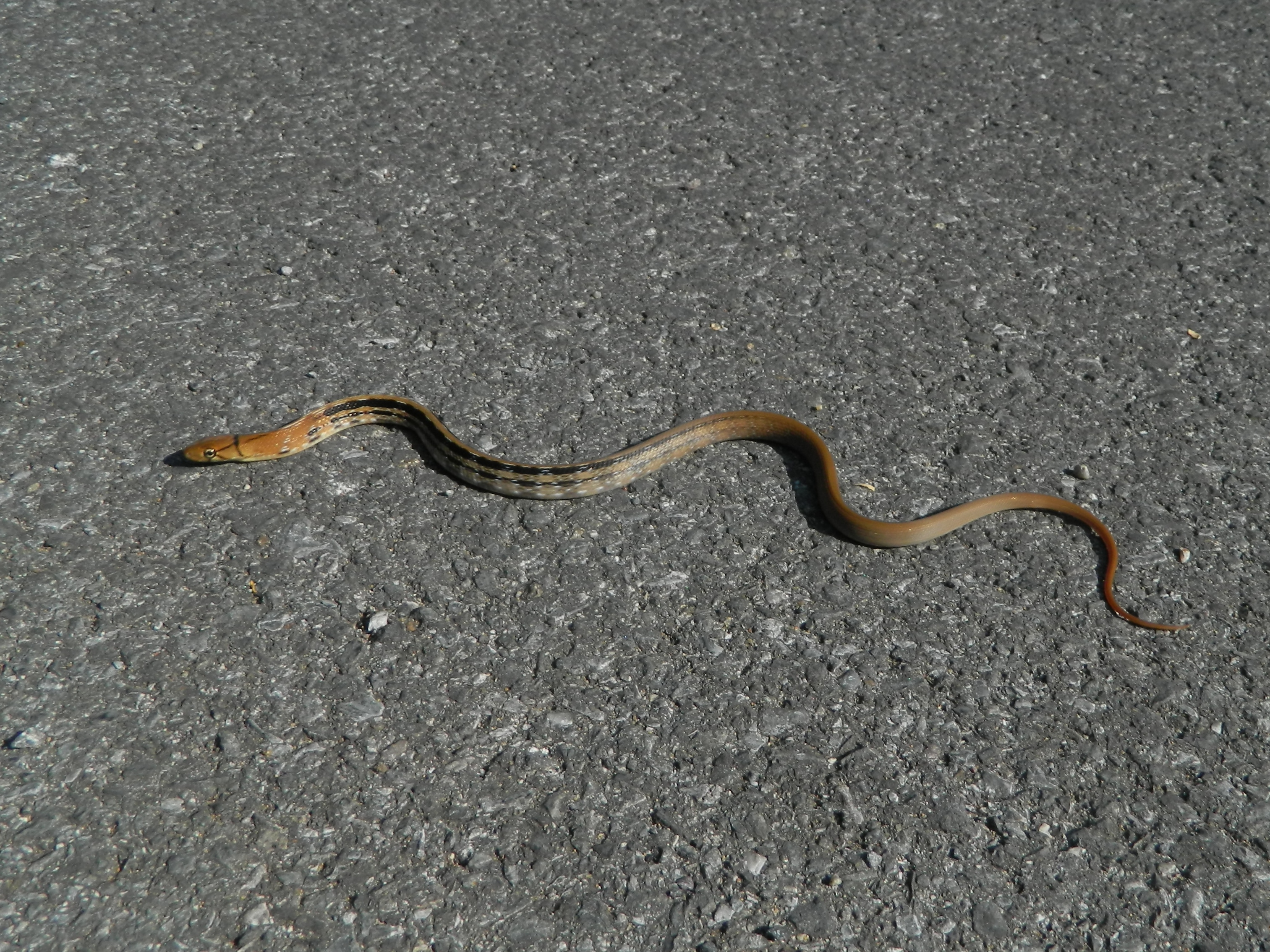